# Проституция в Лаосе

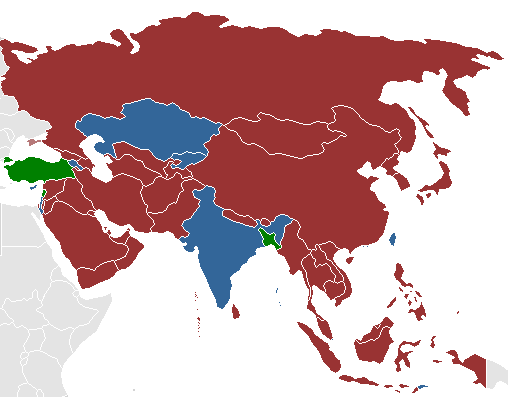
Проституция легализована и регламентирована
Проституция разрешена, но запрещены бордели и сутенёрство
Проституция запрещена
Нет данных

Проституция в Лаосе официально запрещена, но на практике широко распространена, основными клиентами местных проституток являются иностранные туристы. 

## Общие сведения
Оборот туристического бизнеса в Лаосе составляет порядка 200 млн долларов в год, при этом рост доходов происходит в том числе за счёт секс-туризма. Серьёзную проблему представляет детская проституция: по данным международных правозащитных организаций, 30—35 % проституток региона Большого Меконга — девочки 12—17 лет.
Многие секс-работницы этой страны - гражданки Вьетнама, при этом женщины и девочки из самого Лаоса нередко работают проститутками в соседнем Таиланде